# Lee Byung-chul
Lee Byung-chul, hangul: 이병철, hanja: 李秉喆, född 12 februari 1910, död 19 november 1987, var en sydkoreansk företagsledare som var grundare och styrelseordförande för det multinationella konglomeratet Samsung Group. Han hade den positionen fram till 1966 när han tvingades avgå efter att en av hans söner greps för att ha fört in 50 ton sackarin illegalt.
Han var far till Lee Kun-hee och farfar till Lee Jae-yong, båda två också företagsledare och verksamma inom toppskiktet för Samsungkoncernen.